# Anders Bosson (Oxehufvud)
Anders Bosson (Oxehufvud), var en svensk häradshövding.

## Biografi
Anders Bosson var son till Bo Andersson och Ingrid Jönsdotter. Han var 1540 häradshövding i Frökinds härad. Bosson bekräftade 13 januari 1544 Västerås arvsförening, 1560 kung Gustafs testamente och 15 april 1561 ständernas bevillning. Han medverkade vid mönstringen i Västergötland för frälset 1462 och 1563. Bosson nämns sista gången 1568.

### Familj
Bosson gifte sig 1539 på Älvsborgs slott med Anna Kijl. Hon var dotter till hövitsmannen Severin Kijl och Malin Ribbing. De fick tillsammans barnen Cecilia Andersdotter som var gift med löjtnanten Sven i Kinstorp, Beata Andersdotter som var gift med domhavanden Hieronymus von Udden, Carin Andersdotter som var gift med häradhövdingen Olof Sonesson, ståthållaren Olof Andersson (Oxehufvud), Märta Andersdotter (död 1639) som var gift med ryttmästaren Sigge Arvidsson (Rosendufva), Kerstin Andersdotter som var gift med Nils Larsson Kafle, Ingeborg Andersdotter som var gift med häradshövdingen Arvid Haraldsson Lake och Per Andersson (Oxehufvud).